# Санта Марија д'Адиђе (Падова)
Санта Марија д'Адиђе је насеље у Италији у округу Падова, региону Венето.
Према процени из 2011. у насељу је живело 246 становника. Насеље се налази на надморској висини од 4 м.